# Liercourt
 Liercourt  es una población y comuna francesa, en la región de Picardía, departamento de Somme, en el distrito de Abbeville y cantón de Hallencourt.

## Demografía
| 304 | 290 | 289 | 332 | 289 | 320 |
| Para los censos de 1962 a 1999 la población legal corresponde a la población sin duplicidades (Fuente: INSEE [Consultar]) |     |     |     |     |     |